# Logania watsoniana
Logania watsoniana är en fjärilsart som beskrevs av De Nicéville 1898. Logania watsoniana ingår i släktet Logania och familjen juvelvingar. Inga underarter finns listade i Catalogue of Life.